# Jeune Barreau de Montréal
Pour les articles homonymes, voir JBM.
Le Jeune Barreau de Montréal (JBM), fondé en 1898, représente plus de 4 200 avocat(e)s de dix ans et moins de pratique et inscrits à la section du Barreau de Montréal.
Le JBM est dirigé par un conseil d’administration formé de 15 avocat(e)s qui offrent bénévolement leur temps afin d’assurer la poursuite des objectifs du JBM. Le siège social et la permanence de l'association est sis à la Maison du Barreau au 445, boulevard St-Laurent, à Montréal dans la province de Québec.

## Mission
Sa mission est double. D’une part, il veille à défendre et promouvoir les intérêts de ses membres. D’autre part, il fournit de façon bénévole des services de consultation et d’information juridique auprès de différents segments de la population et organise des activités de bienfaisance. Dans l’ensemble, il vise ainsi à améliorer l’accessibilité à la justice et contribuer au bien-être collectif.

## Adhésion
De sa création en 1898 à 1997, l'adhésion à l'association se faisait sur une base volontaire, moyennant le paiement d'une cotisation annuelle. Depuis 1997, sont automatiquement membres de l'association tous les avocats membres du Barreau du Québec qui sont inscrits dans la section de Montréal et qui comptent dix ans et moins de pratique. 
L'association compte également un bon nombre de membres honoraires, incluant ses anciens présidents à qui est automatiquement dévolu ce titre. Peuvent être nommés membres honoraires par le conseil d'administration les personnes qui se sont démarquées par leur engagement exceptionnel au sein du JBM.

## Le conseil d'administration
La gestion des affaires de l'association est assurée par un conseil d'administration composé de 15 avocats qui sont membres du JBM. Siègent au conseil le président, le président sortant, le vice-président, le secrétaire-trésorier, le responsable des communications, le responsable du financement et dix autres administrateurs qui sont chacun chargé de superviser un des comités du JBM (voir description des comités ci-dessous). La directrice générale de l'association assiste également à toutes les réunions du conseil d'administration, mais elle n'y a pas de droit de vote.
Tous ces postes, à l'exception de celui de président sortant, sont comblés par voie d'élections annuelles qui ont lieu lors de l'assemblée annuelle de l'association.

## Comités du JBM
Le conseil d'administration supervise le fonctionnement de dix comités permanents et trois comités ad hoc. Les comités permanents sont sous la direction d'un membre spécifique du conseil d'administration, alors que les comités ad hoc relèvent du vice-président.
Les comités permanents sont les suivants :
- Activités Socio-culturelles et Sportives : Le Comité des Activités Socio-culturelles et Sportives (« CASS ») a pour mission de servir de porte d'entrée aux activités du JBM. Ainsi, le comité vise à offrir une plus grande visibilité au JBM en organisant des activités accessibles qui favorisent une plus grande participation. Comme le dit l'adage : « plus on est de fous plus on rit ». Ainsi, le CASS s'occupe d'organiser des activités sociales et sportives qui favorisent l'intégration et l'interaction des membres, notamment le Cocktail avec la magistrature, les « 6 à 8 » saisonniers, le tournoi de flag football automnal, le tournoi de hockey-bottine printanier, les cours de vins annuels et les sorties culturelles ponctuelles.

- Affaires publiques : Le mandat du Comité affaires publiques (le « CAP ») est de formuler des recommandations à l’intention du C.A. et de rédiger des prises de position sur toute question qu’il juge d’intérêt pour les membres, la profession juridique ou pour le public en général.

- ExtraJudiciaire : Le Comité ExtraJudiciaire est chargé de l’élaboration de l'ExtraJudiciaire, journal de l'Association tiré à environ 4500 exemplaires six fois par année. Il distribué gratuitement à tous les avocats de dix ans et moins de pratique de la section de Montréal, ainsi qu'à la magistrature et à de nombreux intervenants du monde juridique. L'Extrajudiciaire sert d'outil de communication entre le président et les divers comités du JBM, et ses membres. Il permet d'informer les membres des activités et services offerts par le JBM. Il contient par ailleurs des articles portant sur des sujets juridiques et non-juridiques d'intérêt pour les membres du JBM.

- Congrès-Gala : ce comité a pour tâche d’organiser le congrès annuel de l'association et le Gala JBM « Les leaders de demain » qui récompense les membres de l’association qui s'affichent comme les leaders de leur profession.

- Développement internationale et professionnel : ce comité a pour objectif de favoriser le développement des affaires et de réseaux de contacts, autant locaux qu'internationaux, pour les jeunes avocats en organisant des cocktails réseautage avec différentes associations de jeunes professionnels juridiques et non juridiques et en offrant des activités adaptées à leurs besoins. Ce comité supervise également différents programmes de soutien au développement des affaires conçus pour les jeunes avocats ainsi que la Rentrée Judiciaire.

- Marketing : Le Comité Marketing a pour mandat de formuler des recommandations quant à l'uniformité de l'image de l'Association, d'assurer la cohérence des messages qu'elle véhicule et de l'utilisation de ses outils de  communication afin d'en maximiser l'impact et de rejoindre de façon efficace ses membres. De plus, le Comité Marketing s'assure que le JBM rencontre ses objectifs annuels de financement afin de développer ainsi que de rentabiliser ses activités et projets.

- Formation : le comité a pour mission d’offrir aux membres du JBM un programme de formation complémentaire diversifié, échelonné tout au long de l’année judiciaire. Le programme comprend notamment des dîners-conférences, des cours de formation de soirée et un programme d’activités particulier en vue du Congrès annuel.

- Recherche et législation : le Comité recherche et législation a pour mission de suivre les développements législatifs et jurisprudentiels qui sont d'intérêts pour les membres de l'association et de prendre position sur ces questions lorsque jugé approprié. Dans le cadre de ces activités, ce comité maintient et alimente le blogue du CRL, le blogue juridique de l'association. Il publie également mensuellement le CRL en bref, lequel résume les développements législatifs marquant au Canada et au Québec. Finalement, il est chargé des programmes d'intervention judiciaire et de comparution devant les commissions parlementaires.

- Relations avec les membres : Le Comité relations avec les membres (CRM), vise essentiellement à renforcer les liens entre le JBM et ses membres, notamment pour accroître leur sentiment d’appartenance au JBM et à son important réseau. Le CRM tente aussi de créer des liens avec ses futurs membres en s’impliquant auprès des associations étudiantes de différentes facultés de droit.

- Services juridiques pro bono : ce comité a pour mission d’améliorer l’accessibilité à la justice en offrant divers services juridiques gratuits à la population montréalaise. Ainsi, le comité est responsable de la mise en œuvre des services juridiques pro bono du JBM et des activités communautaires qu’elle organise. Dans le cadre de sa mission, le Comité entretient également des liens avec les différents interlocuteurs du monde juridique, notamment le Barreau de Montréal, le Barreau du Québec, Pro Bono Québec, Éducaloi et l’Association du Barreau canadien.

- Technologies de l'information : Le JBM souhaite profiter de cette occasion et prendre parti sur tout changement qui pourrait affecter ses membres, notamment en ce qui concerne les procédures judiciaires ou l'accès à la justice. Le Comité des technologies de l’information (CTI) utilisera les outils de communications du JBM afin de tenir ses membres au courant des questions juridiques relative à l’avancement du droit des technologies de l’information. Le CTI est également responsable de l'organisation de la Conférence Leg@l.IT, le plus important rendez-vous de l’année au Canada pour les avocats et autres professionnels du milieu juridique sur l’impact des technologies de l’information et leur potentiel pour le droit.

Les comités ad hoc du JBM sont les suivants :
- Mentorat : Ce service, offert conjointement par le Barreau de Montréal et le Jeune Barreau de Montréal (JBM), consiste à jumeler des avocats afin de créer une relation d’entraide d’une durée minimale de six mois. Son but est de briser l’isolement, de répondre à des interrogations liées à la pratique du droit que tout avocat peut avoir, peu importe le nombre d’années de pratique, et de guider les plus jeunes avocats dans la pratique du droit. Un avocat, d’au moins dix ans de pratique, agit à titre de « mentor » envers un collègue (« mentoré »), lui permettant entre autres de bénéficier d’un réseau de contacts, de recevoir des conseils ou simplement d’obtenir un autre point de vue au niveau de la pratique professionnelle.

- Diversité ethnoculturelle : comité conjoint avec le Barreau de Montréal, ce comité sur l’équité et les droits de la personne dans la profession juridique vise à promouvoir et encourager une profession juridique et une société québécoise qui soit juste, équitable et libre de toute forme de discrimination.

## Présidents du JBM
- 1898-1900 : Pierre Beullac
- 1900-1902 : P.C. Ryan
- 1902-1903 : Louis J. Loranger
- 1903-1904 : A. Rives Hall
- 1904-1905 : Edouard F. Surveyer
- 1905-1906 : Casimir Dessaulles
- 1906-1907 : F.J. Laverty
- 1907-1908 : Edmond Brossard
- 1907-1909 : Henry J. Elliott
- 1909-1910 : Léon Garneau
- 1910-1911 : Arnold Wainwright
- 1911-1912 : Arthur Vallée
- 1912-1913 : M.A. Phelan
- 1913-1914 : Athanase David
- 1914-1915 : E.L. Mc Dougall
- 1915-1916 : R. Genest
- 1916-1917 : J.T. Hackett
- 1917-1918 : T. Emilien Gadbois
- 1918-1919 : G.G. Hyde
- 1919-1920 : Amédée Monet
- 1920-1921 : H.R. Mulvena
- 1921-1922 : Auguste Angers
- 1922-1923 : W.B. Scott
- 1923-1924 : W.C. Nicholson
- 1924-1925 : Ralph E. Allan
- 1925-1926 : Pierre-A. Badeaux
- 1926-1927 : W.C. Nicholson
- 1927-1928 : Edouard Tellier
- 1928-1929 : John D. Kearney
- 1929-1930 : Rodolphe Bernard
- 1930-1931 : Erskine Buchanan
- 1931-1932 : Philippe Lamarre
- 1932-1933 : Hugh O'Donnell
- 1933-1934 : Gérard Lemire
- 1934-1935 : F.R. Hannen
- 1935-1936 : Paul-E. Lafontaine
- 1936-1937 : Gérald Almond
- 1937-1938 : Gaston Archambault
- 1938-1939 : John Bumbray
- 1939-1940 : T.P. Howard
- 1940-1941 : I.-J. Deslauriers
- 1941-1942 : Roland Filion
- 1942-1943 : Luke McDougall
- 1943-1944 : Marcel Lafontaine
- 1944-1945 : Marcel Pinard
- 1945-1946 : J. Brendan O'Connor
- 1946-1947 : François Auclair
- 1947-1948 : Marc-André Blain
- 1948-1949 : John A. Nolan
- 1949-1950 : Gabriel Marchand
- 1950-1951 : Jean-Paul Cardinal
- 1951-1952 : Alan B. Gold
- 1952-1953 : Jacques Leduc
- 1953-1954 : Anthime Bergeron
- 1954-1955 : J.H. Porteous
- 1955-1956 : Emile Colas
- 1957-1958 : Charles A. Phelan
- 1956-1957 : Jérôme Choquette
- 1959-1960 : Charles Gonthier
- 1958-1959 : Philippe Casgrain
- 1960-1961 : John Turner
- 1961-1962 : Claude Joncas
- 1962-1963 : Claire Barrette
- 1963-1964 : Melvin L. Rothman
- 1964-1965 : Jules O. Duchesneau
- 1965-1966 : L. Yves Fortier
- 1966-1967 : Derek Hanson
- 1967-1968 : Jacques Brien
- 1968-1969 : Claude Fontaine
- 1969-1970 : David Angus
- 1970-1971 : Jean Bazin
- 1971-1972 : Ronald Montcalm
- 1972-1973 : James O'Reilly
- 1973-1974 : Pierre Fournier
- 1974-1975 : André Laurin
- 1975-1976 : Pierre Jasmin
- 1976-1977 : Marc Rochefort
- 1977-1978 : Paul Leblanc
- 1978-1979 : Pierre Poirier
- 1979-1980 : Michel LaRoche
- 1980-1981 : François Rolland
- 1981-1982 : Bernard Corbeil
- 1982-1983 : Harold M. White
- 1983-1984 : Simon V. Potter
- 1984-1985 : Monica Maynard
- 1985-1986 : Bernard Montigny
- 1986-1987 : Virgile Buffoni
- 1987-1988 : Isabelle Parizeau
- 1988-1989 : Stéphane Rivard
- 1989-1990 : Jean St-Onge
- 1990-1991 : David Collier
- 1991-1992 : Bernard Amyot
- 1992-1993 : Bernard Boucher
- 1993-1994 : François D. Ramsay
- 1994-1995 : Claude Marseille
- 1995-1996 : Yves St-Arnaud
- 1996-1997 : Stéphane Lemay
- 1997-1998 : Nicolas Plourde
- 1998-1999 : Ariane Charbonneau
- 1999-2000 : Philippe J. Laurin
- 2000-2001 : Chantal Chatelain
- 2001-2002 : Caroline Ferland
- 2002-2003 : Caroline Champagne
- 2003-2004 : Magali Fournier
- 2004-2005 : Vincent Thibault
- 2005-2006 : Pascale Pageau
- 2006-2007 : Nicolette Kost De Sèvres
- 2007-2008 : Mathieu Piché-Messier
- 2008-2009 : Philippe-André Tessier
- 2009-2010 : Antoine Aylwin
- 2010-2011 : Joséane Chrétien
- 2011-2012 : Frédérick Carle
- 2012-2013 : Marie Cousineau
- 2013-2014 : Andréanne Malacket
- 2014-2015 : Paul-Matthieu Grondin
- 2015-2016 : Caroline Larouche
- 2016-2017 : Extra Junior Laguerre
- 2017-2018 : Sophia M. Rossi
- 2018-2019 : Jonathan Pierre-Étienne